# Gustaf Broomé (präst)
Gustaf Broomé, född 20 april 1786 i Tranås socken, död 20 januari 1865 i Lund, var en svensk präst. Han var far till Gustaf Broomé och Ludvig Broomé.
Gustaf Broomé var son till kyrkoherden i Tranås och Onslunda Simon Johannes Broomé. Han erhöll enskild undervisning och blev därefter student vid Lunds universitet 1801, filologie kandidat 1806 och filosofie magister 1808. Broomé var informater åt två av Carl Fredrik Dückers söner från 1808 och blev 1810 extraordinarie amanuens (ordinarie 1816) vid universitetsbiblioteket i Lund. Han prästvigdes 1811, blev teologie docent 1812, notarie vid skånska nationen 1812-14. Broomé avlade pastoralexamen 1814 och blev 1817 prefekt vid teologiska seminariet i Lund. Hans efterträdare som docent vid teologiska seminariet blev Henrik Reuterdahl, och de båda kom att få ett gott samarbete och knyta en nära vänskap. 1820 tillträdde han en tjänst som kyrkoherde i Västra Kärrtorp och Glostorps prependepastorat och 1821 en tjänst som kyrkoherde i Västra Sallerup och Remmarlöv på patronus kallelse och erhöll i samband med detta 1820 avsked från amanuensbefattningen vid universitetsbilioteket. Broomé blev pastor 1821 och var riksdagsman 1828-30, därtill ledamot av Malmöhus läns hemmansklyvningskommitté 1833-34, samt 1841-42  ordförande i direktionen för Skånska prästerskapets byggnadskassa 1839-48 samt ledamot av Samfundet Pro fide et christianismo och Sällskapet för nyttiga kunskapers spridande.
Broomé hade svårt för tidens båda stora folkrörelser: nykterhetsrörelsen och frikyrkorörelsen. För all del ingen försvarare av superiet såg han i Peter Wieselgrenska propagandan för absolutism en "olutersk" metodism. Han utgav 1842 den absolutistkritiska Nytt swar på den gamla frågan: hwad skall man säga om detta nykterhets-wäsen?, vars satiriska udd missade sitt mål och särskilt av senare tiders nykterhetsvänner kom att ses som ett stockkonservativt motarbetande av nykterhetsrörelsen. Av Paul Gabriel Ahnfelt kom han att kallas "brännvinismens försvarare". Trots detta hade Broomé i riksdagen fört fram synpunkter på det utbredda superiet.
I fråga om frikyrkorörelsen inriktade sig Broomé mot den nya bibelöversättningen av Peter Fjellstedt i Några ord till Sweriges bibelwänner i anledning af P. Fjellstedts bibelförklaringar. Broomé vände sig särskilt mot den negativa människosynen i väckelserörelsen och såg den som överspänd.
Broomé lämnade sitt pastorats skötsel till sin vicepastor 1848. 1859 blev han filosofie jubelmagister.